# نادي بيرنلي
نادي بيرنلي لكرة القدم (بالإنكليزية: Burnley Football Club) هو نادي كرة قدم إنجليزي محترف يقع مقره في مدينة بيرنلي بلانكشر، تأسس النادي في عام 1882 ويلعب حاليًا في دوري البطولة الإنجليزية. يخوض الفريق مبارياته الرسمية على ملعبه تورف مور الذي يستوعب 22,546 متفرج. نادي بيرنلي و الذي يلقب بالكلاريت، كان من الأندية المؤسسة لدوري كرة القدم عام 1888. ألوانه الرسمية هو الأرجواني والأزرق، و الذي تم اعتمدها في عام 1910.
فاز بيرنلي بلقب الدوري الإنجليزي الدرجة الأولى مرتين في مواسم 1920-21 و 1959-60، وقد فاز بكأس الاتحاد الإنجليزي مرة واحدة عام 1914، أيضا في عام 1961 بلغ الدور ربع النهائي من مسابقة كأس الاتحاد الأوروبي. ويعد مع وولفرهامبتون واندررز الفريقان الوحيدان الذان حققا أرفع أربع دوريات في إنجلترا
قضى النادي معظم فترات تاريخه في الدوري الإنجليزي الممتاز، لكنه بقي خارج الدوري في الفترة ما بين 1976-2009.

## تشكيلة الفريق

### التشكيلة الحالية

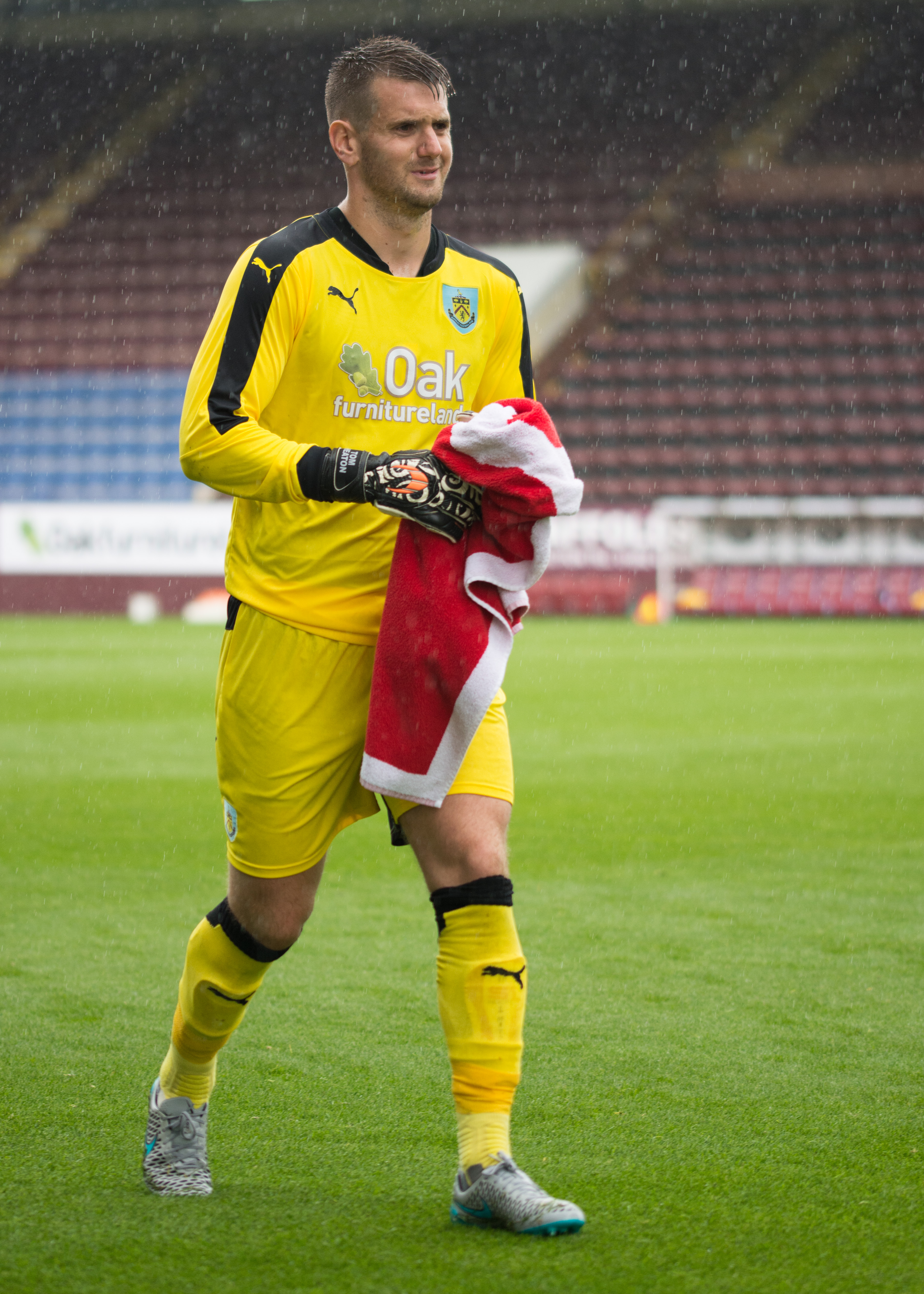
توم هيتون قائد الفريق

آخر تحديث في 20 سبتمبر 2016.

ملاحظة: تشير الأعلام إلى المنتخب الوطني على النحو المحدد في قواعد الأهلية للفيفا. قد يحمل اللاعبون أكثر من جنسية واحدة غير تابعة للفيفا.
| الرقم | البلد           | المركز | اللاعب                                |
| ----- | --------------- | ------ | ------------------------------------- |
| 1     | إنجلترا         | حارس   | توم هيتون                             |
| 2     | إنجلترا         | مدافع  | ماثيو لوتون                           |
| 4     | إنجلترا         | مدافع  | جون فلاناجان (إعارة من نادي ليفربول)  |
| 5     | إنجلترا         | مدافع  | مايكل فينسنت كين                      |
| 6     | إنجلترا         | مدافع  | بن مي                                 |
| 7     | إنجلترا         | مهاجم  | أندري غراي                            |
| 8     | إنجلترا         | وسط    | مارني                                 |
| 9     | ويلز            | مهاجم  | سام فوكز                              |
| 10    | النمسا          | مهاجم  | آشلي بارنز                            |
| 11    | إنجلترا         | وسط    | مايكل كايتلي                          |
| 13    | جمهورية أيرلندا | وسط    | جيف هيندريك                           |
| 15    | إنجلترا         | مهاجم  | باتريك بامفورد (إعارة من نادي تشيلسي) |

| الرقم | البلد           | المركز | اللاعب                |
| ----- | --------------- | ------ | --------------------- |
| 16    | بلجيكا          | وسط    | ستيفن ديفور           |
| 17    | إنجلترا         | حارس   | بول روبنسون           |
| 21    | إسكتلندا        | وسط    | جورج بويد             |
| 23    | جمهورية أيرلندا | مدافع  | ستيفن وارد            |
| 25    | آيسلندا         | وسط    | يوهان بيرغ غودموندسون |
| 26    | إنجلترا         | مدافع  | جيمس تاركوفسكي        |
| 27    | إنجلترا         | مدافع  | تينداي داريكوا        |
| 28    | جمهورية أيرلندا | مدافع  | كيفن لونغ             |
| 29    | إنجلترا         | حارس   | نيكولاس بوبي          |
| 37    | كندا            | وسط    | سكوت أرفيلد           |
| 41    | أستراليا        | وسط    | أيدين أونيل           |

### المعارون
ملاحظة: تشير الأعلام إلى المنتخب الوطني على النحو المحدد في قواعد الأهلية للفيفا. قد يحمل اللاعبون أكثر من جنسية واحدة غير تابعة للفيفا.
| الرقم | البلد   | المركز | اللاعب                                       |
| ----- | ------- | ------ | -------------------------------------------- |
|       | إنجلترا | مدافع  | توماس روبرت أندرسون (إلى نادي تشيسترفيلد)    |
|       | إنجلترا | مدافع  | دانيال لافيرتي (إلى نادي شيفيلد يونايتد)     |
|       | النرويج | وسط    | فريدريك أولفيستاد (إلى نادي تشارلتون أتلتيك) |

| الرقم | البلد   | المركز | اللاعب                                    |
| ----- | ------- | ------ | ----------------------------------------- |
|       | إنجلترا | مهاجم  | كريس لونغ (إلى نادي فليتوود تاون)         |
|       | ألمانيا | مهاجم  | روفين هينينجس (إلى نادي فورتونا دوسلدورف) |
|       | إنجلترا | وسط    | لوكاس جوتكيفيتش (إلى نادي برمنغهام سيتي)  |
|       | فرنسا   | وسط    | هان-نو ماسينغو (إلى أوكسير)               |

## الإنجازات
- الدوري الإنجليزي الدرجة الأولى/الدوري الممتاز (مرتين): 1920–21, 1959–60.[2]
- الدوري الإنجليزي الدرجة الثانية/الأولى (مرتين): 1997–98, 1972–73.[2]
- الدوري الإنجليزي الدرجة الثالثة/الثانية (مرة واحدة): 1981–82.[2]
- الدوري الإنجليزي الدرجة الربعة/الثالثة (مرة واحدة): 1991–92.[2]
- كأس الاتحاد الإنجليزي لكرة القدم (مرة واحدة): 1914.
- درع الاتحاد الإنجليزي لكرة القدم (مرة واحدة): 1973.[3]